# Free Wales Army
La Free Wales Army (FWA, parfois Free Welsh Army, français : Armée libre galloise) est un groupe armé indépendantiste gallois actif dans les années 1960.
Mené par Julian Cayo Evans (en) et Dennis Coslett (en), l'organisation ne regroupe qu'une vingtaine de militants. Elle apparaît en opposition à la construction d'un barrage sur la rivière Tryweryn (en). Copiant son organisation sur l'Irish Republican Army, il lui achète des armes en 1968. La Free Wales Army refuse que le Prince Charles ne soit proclamé Prince de Galles et menace de recourir à des attentats à la bombe. Ses actions, publicitaires, restent néanmoins sans gravité. En 1969, Julian Cayo Evans est arrêté et condamné à quinze mois de prison.